# عين وزين
عين وزين هي إحدى القرى اللبنانية من قرى قضاء الشوف في محافظة جبل لبنان. مركز المحافظة بعبدا، ومركز القضاء بيت الدين ترتفع عن سطح البحر حوالي 1000م، تبعد عن العاصمة بيروت حوالي 53كم، عبر خلدة- الدامور- ديرالقمر، وتبعد عن بلدة بيت الدين مركز القضاء حوالي 8 كم، وتبعد عن بعبدا مركز المحافظة 46كم، تبلغ مساحة أراضيها حوالي 500 هكتار، اهم الزراعات فيها الزيتون والكرمة والأشجار المثمرة. يسودها مناخ معتدل ومنعش بفضل وجود الكثير من الغابات والمساحات الخضراء فيها، بلدة تجمع ما بين الطبيعة الساحرة والآثار التاريخية والحضارة التقليدية العريقة 

## التسمية والآثار
أخذت التسمية من كلمة سريانية بمعني "عين الوز" وقد ذكرت المدونات القديمة اسمها "عين وزاي" وأحياناً" عين الوز" ويكتب الاسم أيضًا "عين أوزي" و" عين وزي"، والمصادر القديمة عرفته بـ "عين أوزي" وعليه يكون أصل الاسم سرياني بمعني القوة. أما عن الآثار الموجودة في البلدة فتتمثل في تواويس محفورة في الصخر، وهناك تلة أعلى البلدة تعرف بجبل المغاير. فمثل معظم البلدات اللبنانية، تركت الشعوب القديمة الكثير من الآثار والمعالم التاريخية في عين وزين والتي تظهر الدور المهم الذي لعبته البلدة في العصور السابقة. من أهم هذه المعالم هي النواويس والمدافن الرومانية المحفورة بالصخر. كما يمكننا إيجاد مقامات دينية تعود إلى مئات السنوات ويظهر ذلك من خلال النقش الموجود على الضريح. لا يمكننا أن ننسى المغاور والكهوف الكبيرة التي تقع في أعالي البلدة على شكل باب كبير ومساحة صخرية واسعة من الداخل. هذا بالإضافة إلى آبار بقيت ذكريات من الشعوب الرومانية التي سكنت هذه الأرض وعاشت فيها. كما أن بلدة عينْ وزين تعد بلدة لبنانية نموذجية تحافظ على طابعها التقليدي من خلال البيوت الأثرية فيها. يتجاوز عمر هذه البيوت مئات السنوات وهي مصنوعة من حجر البلدة ذو الألوان المتعددة. ذو الصلابة والجودة العالية حيث أنّ حجر بيت الدين كلّه مأخوذ من بلدة عين وزين ومقالعها القديمة. كانت البيوت في البلدة قريبة من بعضها لكل منها حديقة أو ساحة خضراء للزراعة. ولا يمكننا أن ننسى القرميد الأحمر الذي يتوّج الكثير من البيوت رغم دخول الحداثة على عالم العمارة اللبنانية.

## السكان

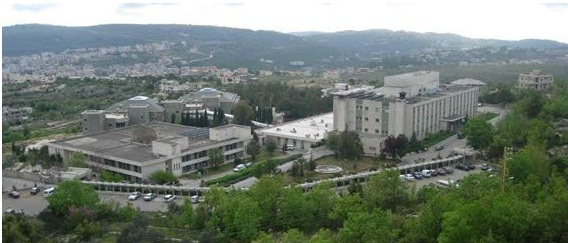

غالبية العائلات في بلدة عين وزين من الموحدين الدروز، وهناك عدة عائلات تقطنها أكثرهم من عائلة الحسنية، كما ويوجد عائلات الغضبان ونصر ونعيم والكحلواني.

## الخدمات
يخدم البلدة صحياً مستشفى عين وزين الذي بدأ عام 1976م كدار للعجزة ضمت 75 مسنًا، ثم اتخذتها منظمة الصحة العالمية مركزًا نموذجيًا في الشرق الأوسط، واكتمل المستشفى بمساهمات الأهالي ومساعدات الدول الخليجية وبدأ في تقديم خدماته عام 1989م، وألحق فيما بعد بكلية الصحة ليصبح فرعاً لها يخرج الطلبة بشهادة بكالوريوس في التمريض.